# Bohinjska Češnjica
Bohinjska Češnjica is een plaats in Slovenië en maakt deel uit van de gemeente Bohinj in de NUTS-3-regio Gorenjska. De plaats telde 330 inwoners op 1 januari 2020.